# Schoineus
Schoineus (latinsky Schoeneus) je v řecké mytologii boiótský král, otec lovkyně Atalanty.
Král Schoineus a jeho manželka Klymené zplodili krásnou dceru Atalantu. Jenže její otec toužil po synovi a dceru v žádném případě nechtěl. Nechal ji tedy pohodit v lese a netušil, že ji najde a ujme se jí medvědice.
Z Atalanty vyrostla krásná dívka a proslulá lovkyně, která se při lovu vyrovnala mužům silou, vytrvalostí i loveckým uměním a přitahovala je i svou krásou.